# Almdyna
Almdyna (Hypoxylon vogesiacum) är en svampart som först beskrevs av Christiaan Hendrik Persoon, och fick sitt nu gällande namn av Pier Andrea Saccardo 1882. Almdyna ingår i släktet Hypoxylon och familjen kolkärnsvampar.  Arten är reproducerande i Sverige. Inga underarter finns listade i Catalogue of Life.